# Hits Are for Squares
Hits Are for Squares es un álbum recopilatorio de Sonic Youth lanzado por Starbucks Music en 2008. Contiene 16 canciones, de las cuales las primeras 15 fueron elegidas por otros artistas, mientras que la última es una nueva grabación.
El álbum fue inicialmente lanzado en Estados Unidos, pero posteriormente en 2010 fue lanzado internacionalmente en una edición en vinilo por Record Store Day.

## Lista de canciones
| Hits Are for Squares |                                                                    |                                |          |  |
| N.º                  | Título                                                             | Elegida por                    | Duración |  |
| 1.                   | «Bull in the Heather» (de Experimental Jet Set, Trash and No Star) | Catherine Keener               |          |  |
| 2.                   | «100%» (de Dirty)                                                  | Mike D                         |          |  |
| 3.                   | «Sugar Kane» (de Dirty)                                            | Beck                           |          |  |
| 4.                   | «Kool Thing» (de Goo)                                              | Radiohead                      |          |  |
| 5.                   | «Disappearer» (de Goo)                                             | Portia de Rossi                |          |  |
| 6.                   | «Superstar» (If I Were a Carpenter)                                | Diablo Cody                    |          |  |
| 7.                   | «Stones» (de Sonic Nurse)                                          | Allison Anders                 |          |  |
| 8.                   | «Tuff Gnarl» (de Sister)                                           | Dave Eggers & Mike Watt        |          |  |
| 9.                   | «Teen Age Riot» (de Daydream Nation)                               | Eddie Vedder                   |          |  |
| 10.                  | «Shadow of a Doubt» (de EVOL)                                      | Michelle Williams              |          |  |
| 11.                  | «Rain on Tin» (de Murray Street)                                   | Flea                           |          |  |
| 12.                  | «Tom Violence» (de EVOL)                                           | Gus Van Sant                   |          |  |
| 13.                  | «Mary-Christ» (de Goo)                                             | David Cross                    |          |  |
| 14.                  | «The World Looks Red» (de Confusion is Sex)                        | Chloë Sevigny                  |          |  |
| 15.                  | «Expressway To Yr Skull» (de EVOL)                                 | The Flaming Lips               |          |  |
| 16.                  | «Slow Revolution»                                                  | nueva grabación de Sonic Youth |          |  |